# Xiphophorus signum
Xiphophorus signum (Rosen & Kallman, 1969), es una especie de peces de la familia de los pecílidos en el orden de los ciprinodontiformes.

## Morfología

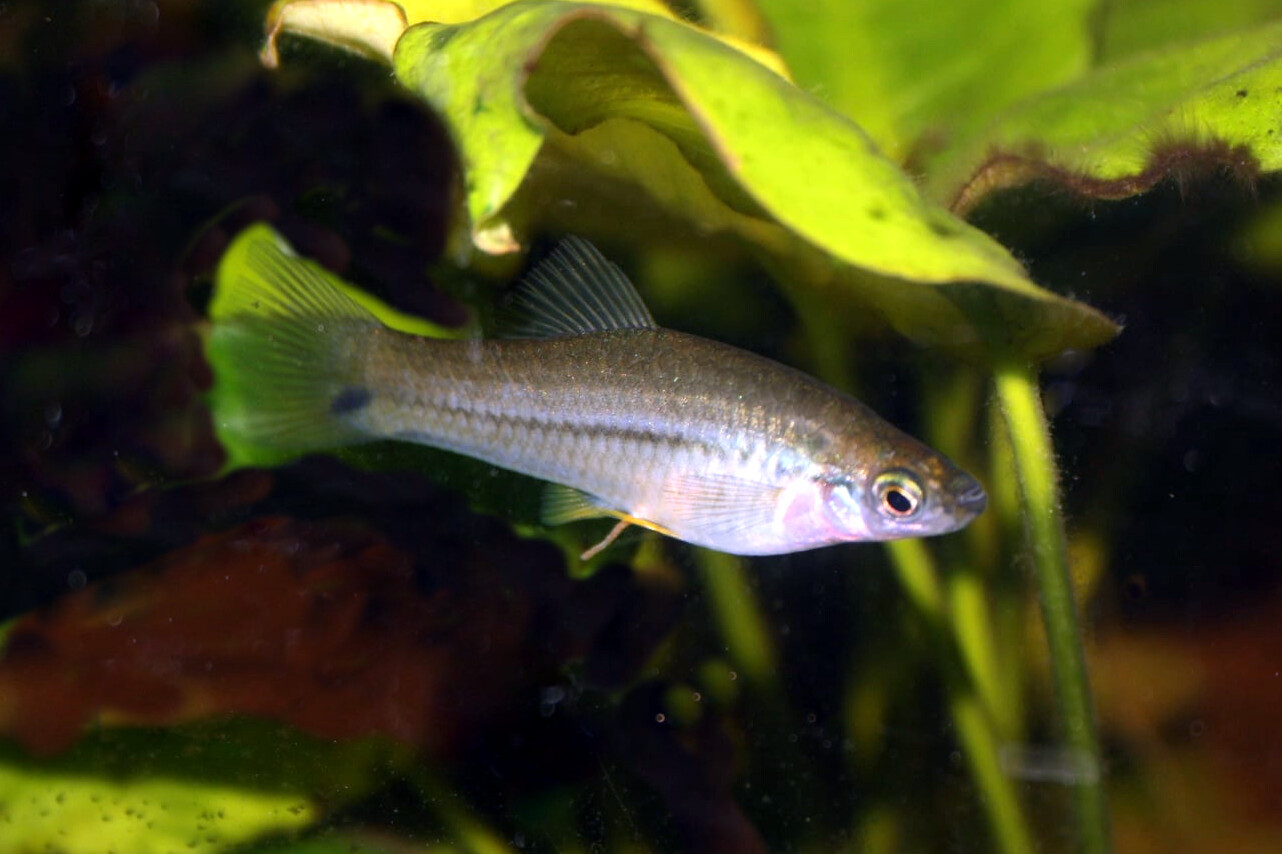
Xiphophorus signum

Los machos pueden alcanzar los 7,5 cm de longitud total.

## Distribución geográfica
Se encuentran en América: Guatemala.